# Písek u Jablunkova
Písek (polnisch Piosek, deutsch Pisek, Piesek, Piosek) ist eine Gemeinde in Tschechien. Sie liegt vier Kilometer südöstlich von Jablunkov und gehört zum Okres Frýdek-Místek.

## Geographie
Písek befindet sich am rechten Ufer der Olsa zwischen den Bergen der Schlesischen Beskiden und des Jablunkauer Berglands nahe der polnischen Grenze. Südlich erhebt sich die Gírová (839 m), nördlich der Kiczory (989 m) und die Ostrá hora (721 m).
Nachbarorte sind Bystrý im Norden, Jasnowice und Istebna im Osten, Bukovec im Südosten, Mosty u Jablunkova im Südwesten, Městská Lomná und Bocanovice im Westen sowie Jablunkov, Folvark und Žihla im Nordwesten.

## Geschichte

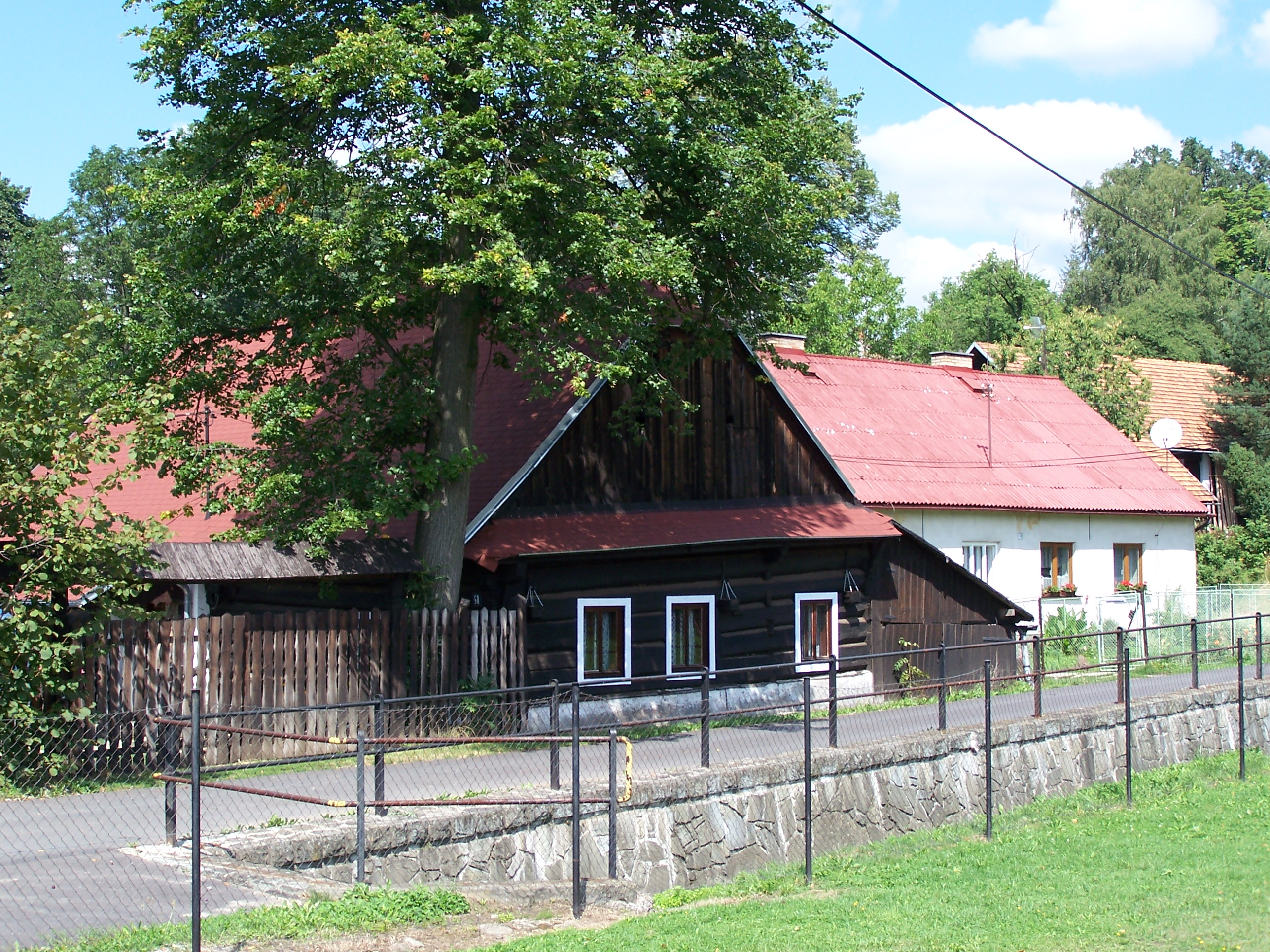
Holzhaus in Písek

Die erste schriftliche Erwähnung des Dorfes erfolgte 1466 in einer Urkunde über den Verkauf der Erbgerichtsbarkeit, die 1571 vom Teschener Herzog Wenzel III. Adam bestätigt wurde. 1577 waren in dem Dorf der Vogt und zehn Bauern ansässig. 1621 legte das Landesgericht die Grenzen des Dorfes fest. 1692 waren noch acht Häusler hinzugekommen und zu Piosek gehörten eine Mühle und ein Vorwerk. Die Größe des Ortes änderte sich bis zur Mitte des 18. Jahrhunderts nicht, für 1755 ist dieselbe Zahl von Wirtschaften ausgewiesen, es gab jedoch keinen Vogt mehr in Piosek. Im Jahre 1800 bestand das Dorf aus 45 Wohnhäusern und hatte 411 Einwohner.
Nach der Aufhebung der Patrimonialherrschaften bildete Piosek ab 1850 eine Gemeinde im Bezirk Teschen. 1874 wurde eine polnische Schule eröffnet. Zum Ende des 19. Jahrhunderts stieg die Einwohnerzahl rasch an. Lebten 1880 noch 884 Menschen im Ort, so waren es zehn Jahre später bereits 989. Dieser Trend hielt an und 1930 hatte Piosek 1204 Einwohner, darunter 745 Katholiken und 456 Evangelische. Der Ortsname Pisek wurde ab Beginn des 20. Jahrhunderts verwendet. Nach dem Ende des Ersten Weltkrieges gehörte der Ort zur Tschechoslowakei. Wegen des starken polnischen Bevölkerungsanteils beanspruchte auch Polen das Olsa-Gebiet und es kam zum Polnisch-Tschechoslowakischen Grenzkrieg. Ab 1920 war die Gemeinde Teil des Bezirks Český Těšín.
Nach dem Münchner Abkommen wurde Piosek 1938 an Polen angeschlossen und kam im Jahre darauf nach der Besetzung Polens zum Deutschen Reich. Bis 1945 gehörte Piosek zum Landkreis Teschen und kam nach Kriegsende zur Tschechoslowakei zurück.
Bei der Volkszählung von 1950 lebten in Písek 1308 Menschen, davon 58 % Tschechen und 41 % Polen. Nach der Auflösung des Okres Český Těšín kam Písek mit Beginn des Jahres 1961 zum Okres Frýdek-Místek. 1980 wurde Písek nach Jablunkov eingemeindet und bildete den Stadtteil Jablunkov 4-Písek. Bei Bohrungen wurde zum Ende der 1980er Jahre bei Písek eine Thermalquelle mit hohem Salzgehalt entdeckt. 1990 erlangte Písek seine Selbstständigkeit zurück. Seit 1997 ist die polnische Minderheitenschule der polnischen Schule in Bukovec unterstellt.

## Gemeindegliederung
Für die Gemeinde Písek sind keine Ortsteile ausgewiesen. Zu Písek gehört die Ansiedlung Folvark.

## Sehenswürdigkeiten
- Berg Gírová
- katholische Filialkirche der Göttlichen Barmherzigkeit, geweiht 1995
- Kirche der Schlesischen Evangelischen Kirche, geweiht 2010
- Naturreservat Plenisko auf dem Gipfel des Kiczory in den Schlesischen Beskiden, das seit 1922 bestehende Schutzgebiet hat seit 1956 den Status eines Naturreservates. 1998 wurde es von 16,25 auf 24,32 ha ausgedehnt.